# Olinto

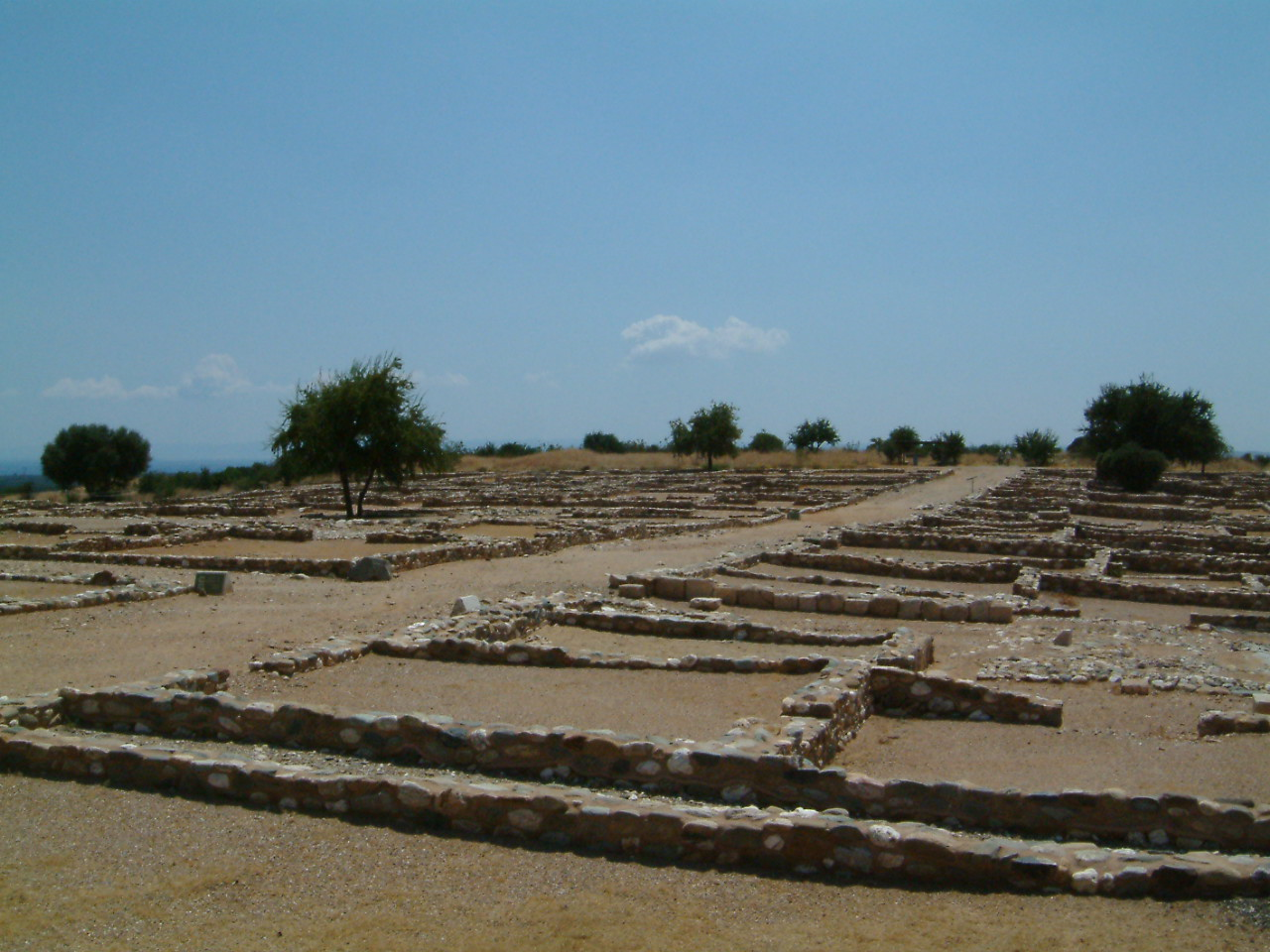
Ruínas da antiga Olinto.

Olinto (em grego: Όλυνθος, transl. Olynthos) foi uma cidade da Grécia Antiga, situada na Calcídica, construída principalmente sobre dois morros planos com 30 a 40 metros de altura, numa planície fértil às margens do golfo de Torone, próximo ao istmo da península de Palene, a cerca de 2,5 quilômetros do mar e a cerca de 60 estádios (cerca de dez quilômetros) de Potideia.

## História
Olinto, filho de Héracles, era considerado o fundador mitológico da cidade. No monte sul (a cidade foi construída, ao longo da história, sobre dois montes) encontrou-se indícios dum pequeno povoado neolítico, abandonado na Era do Bronze e recolonizado no século VII a.C.. A cidade foi conquistada pelos botieus, uma tribo trácia expulsa da Macedônia por Alexandre I. Olinto permaneceu em seu domínio até 479 a.C.; naquele ano o general persa Artabazo I, após escoltar Xerxes ao Helesponto, suspeitando que uma revolta contra o Grande Rei estava sendo tramada, entregou o comando da cidade a Critobulo de Toroni, povoando-a com imigrantes gregos vindos da região vizinha da Calcídica. Embora Heródoto tenha relatado que Artabazo teria executado todos os botieus, acredita-se que tenham continuado a viver na região.
Olinto se tornou uma pólis grega, porém continuou tendo pouca significância no panorama geral da Hélade; na lista de quotas da Liga Délia consta como pagando uma média de dois talentos, em comparação aos 6 a 15 pagos por Scione e por Mende, 6 a 12 por Toroni), e três a seis pagos por Sermília durante o período de 454 a 432 a.C.
Em 432 a.C. o rei Pérdicas II encorajou a população de cidades costeiras vizinhas a migrar para Olinto, preparando-se para uma revolta liderada por Potideia contra Atenas. Este sinecismo (συνοικισμός) foi posto em prática, embora, contra as vontades de Pérdicas, as cidades contribuintes tenham sido preservadas. Este aumento populacional teria levado à colonização do monte norte. Em 423 a.C. Olinto se tornou líder da Liga Calcídica, cujo surgimento especula-se ter sido ocasionado ou por este sinecismo, ou pelo início da Guerra do Peloponeso e o temor de um ataque ateniense. Durante a guerra a cidade foi uma base para Brásidas, em sua expedição de 424 a.C., e foi refúgio para os cidadãos de Mende e Potideia, que haviam se revoltado contra Atenas.
Com o fim da Guerra do Peloponeso, o desenvolvimento da liga foi rápido, e ela chegou a ser formada por 32 cidades. Por volta de 393 a.C. a Liga Calcídica conclui um importante tratado com Amintas III da Macedônia (pai de Filipe II), e em 382 a.C. havia dominado a maior parte das cidades gregas a oeste do Estrimão, chegando a Pela, principal cidade da Macedônia.
Em 348 a.C. o rei macedônio Felipe II (pai de Alexandre, o Grande), obstinado a conquistar a cidade-Estado de Atenas, sitiou Olinto, aliada ateniense, a fim de conseguir convencê-la a unir-se a ele. Quando ela o rejeitou, decidiu exterminá-la. Após subornar alguns cidadãos para que traíssem seus camaradas e abrissem os portões, suas tropas invadiram e arrasaram a cidade, queimaram as casas e venderam todos os habitantes como escravos. A destruição de Olinto foi tão devastadora que poucos indícios de sua existência sobraram.